# Bull (Familienname)
Bull ist ein englischer, norwegischer und deutscher Familienname.

## Namensträger
- Amy Bull (1877–1953), englisch-britische Lehrerin und Suffragette
- Ben Bull (1872–1951), englischer Fußballspieler
- Birke Bull-Bischoff (* 1963), deutsche Politikerin (PDS, Die Linke), MdB
- Bruno Horst Bull (* 1933), deutscher Schriftsteller
- Charles Bull (1909–1939), englischer Tischtennis- und Cricketspieler
- Colin Bull (1928–2010), britisch-amerikanischer Physiker, Polarforscher und Hochschullehrer
- Dan Bull (* 1986), britischer Rapper und Songschreiber
- David Bull (* 1969), britischer Fernsehmoderator, Mediziner und Politiker
- Edvard Bull (Mediziner) (Edvard Isak Hambro Bull; 1845–1925), norwegischer Mediziner und Frauenrechtler
- Edvard Bull, Sr. (1881–1932), norwegischer Historiker und Politiker
- Edvard Bull, Jr. (1914–1986), norwegischer Historiker
- Ella Holm Bull (1929–2006), saamische Autorin, welche unter anderem für südsaamische Orthographie verantwortlich ist
- Emma Bull (* 1954), US-amerikanische Autorin
- Francis Bull (1887–1974), norwegischer Literaturhistoriker
- Fredrik Bull-Hansen (1927–2018), norwegischer General und Diplomat
- Fredrik Rosing Bull (1882–1925), norwegischer „Vater“ der Informationstechnik
- Friedrich Bull (1886–1967), deutscher Politiker (SPD)
- Geoff Bull (* 1942), australischer Jazzmusiker
- Gerald Bull (1928–1990), kanadischer Artilleriewissenschaftler
- Hans-Joachim Bull (1906–1977), deutscher Jurist
- Hans Peter Bull (* 1936), deutscher Staats- und Verwaltungsrechtler
- Hedley Bull (1932–1985), australischer Politologe
- Henrik Bull (1864–1953), norwegischer Architekt
- Henryk Bull (1844–1930), norwegisch-australischer Geschäftsmann und Entdecker
- Hermann Bull (1885–1947), deutscher Porträt- und Landschaftsmaler der Düsseldorfer Schule
- Ida Bull (* 1948), norwegische Historikerin
- Jacob B. Bull (1853–1930), norwegischer Autor
- Johan Bull (1893–1945), US-amerikanischer Maler
- Johan Lausen Bull (1781–1817), norwegischer Politiker und Richter
- John Bull (Komponist) (1562/1563–1628), britischer Komponist
- John Bull (Politiker, um 1740) (um 1740–1802), US-amerikanischer Staatsmann (South Carolina)
- John Bull (Politiker, 1803) (1803–1863), US-amerikanischer Politiker (Missouri)
- John S. Bull (1934–2008), US-amerikanischer Astronaut
- Karl Bull (1911–1984), norwegischer Skispringer
- Kirsti Strøm Bull (* 1945), norwegische Juristin und Hochschullehrerin
- Leonard Bull (* 1935), kenianischer Sportschütze
- Marcus Graham Bull (* 1962), britischer Historiker
- Melville Bull (1854–1909), US-amerikanischer Politiker
- Michael Bull (* 1947), australischer Ökologe
- Mike Bull (* 1946), britischer Stabhochspringer
- Niels Rosing Bull (1760–1841), norwegischer Beamter und Inspektor von Grönland
- Nikki Bull (* 1981), englischer Fußballtorhüter
- Olaf Bull (Dichter) (1883–1933), norwegischer Dichter
- Olaf Bull (Staatsrat) (* 1977), deutscher Verwaltungswissenschaftler
- Ole Bull (1810–1880), norwegischer Komponist und Violinist
- Peter Bull (1912–1984), englischer Schauspieler
- Reimer Bull (1933–2012), deutscher Pädagoge und Autor
- Richard Bull (1924–2014), US-amerikanischer Schauspieler
- Richard Bull (Politiker) (* 1946), australischer Politiker, Unternehmer, Mitglied des Legislativrates von New South Wales
- Ronnie Bull (* 1980), englischer Fußballspieler
- Sandy Bull (1941–2001), US-amerikanischer Musiker
- Sebastian Bull (* 1995), dänischer Filmschauspieler
- Sitting Bull (Oglala) († 1876), Häuptling der Oglala-Lakota
- Sitting Bull (um 1831–1890), Stammeshäuptling der Sioux
- Steve Bull (* 1965), englischer Fußballspieler
- Ted Bull (1898–1967), australischer Ruderer
- Tove Bull (* 1945), norwegische Linguistin
- Trevor Bull (1944–2009), britischer Radrennfahrer
- Trygve Bull (1905–1999), norwegischer Politiker
- Werner Bull (1902–1989), deutscher Elektrotechniker und Politiker
- William Bull (Politiker, 1683) (1683–1755), britischer Politiker, Gouverneur der Province of South Carolina
- William Bull (Politiker, 1710) (1710–1791), britischer Politiker, Gouverneur der Province of South Carolina
- William Bull (Vizegouverneur) (vor 1816–nach 1826), US-amerikanischer Politiker (South Carolina)
- William Bull (Botaniker) (1828–1902), englischer Botaniker und Pflanzensammler
- William Bull, 1. Baronet (1863–1931), britischer Politiker
- William Bull (Wasserspringer) (1886–1970), britischer Wasserspringer
- William Emerson Bull (1909–1972), US-amerikanischer Hispanist
- William Frederick Bull, kanadischer Diplomat

## Fiktive Figuren
- John Bull, Personifikation des Vereinigten Königreichs
- Reginald Bull, Hauptfigur der Romanserie Perry Rhodan